# Cilleros de la Bastida
Cilleros de la Bastida ist ein westspanischer Ort und eine Gemeinde (municipio) mit 23 Einwohnern (Stand: 2024) in der Provinz Salamanca in der Autonomen Gemeinschaft Kastilien-León. 

## Lage und Klima
Cilleros de la Bastida liegt etwa 58 Kilometer südwestlich von Salamanca in einer Höhe von gut 1065 m.

## Bevölkerungsentwicklung
| Jahr      | 1970 | 1981 | 1991 | 2001 | 2011 | 2021 |
| Einwohner | 102  | 76   | 67   | 40   | 39   | 21   |

Der Bevölkerungsrückgang seit den 1950er Jahren ist im Wesentlichen auf die Mechanisierung der Landwirtschaft, die Aufgabe von bäuerlichen Kleinbetrieben und den damit einhergehenden Verlust an Arbeitsplätzen zurückzuführen.

## Sehenswürdigkeiten
- Johannes-der-Täufer-Kirche (Iglesia de San Juan Bautista)

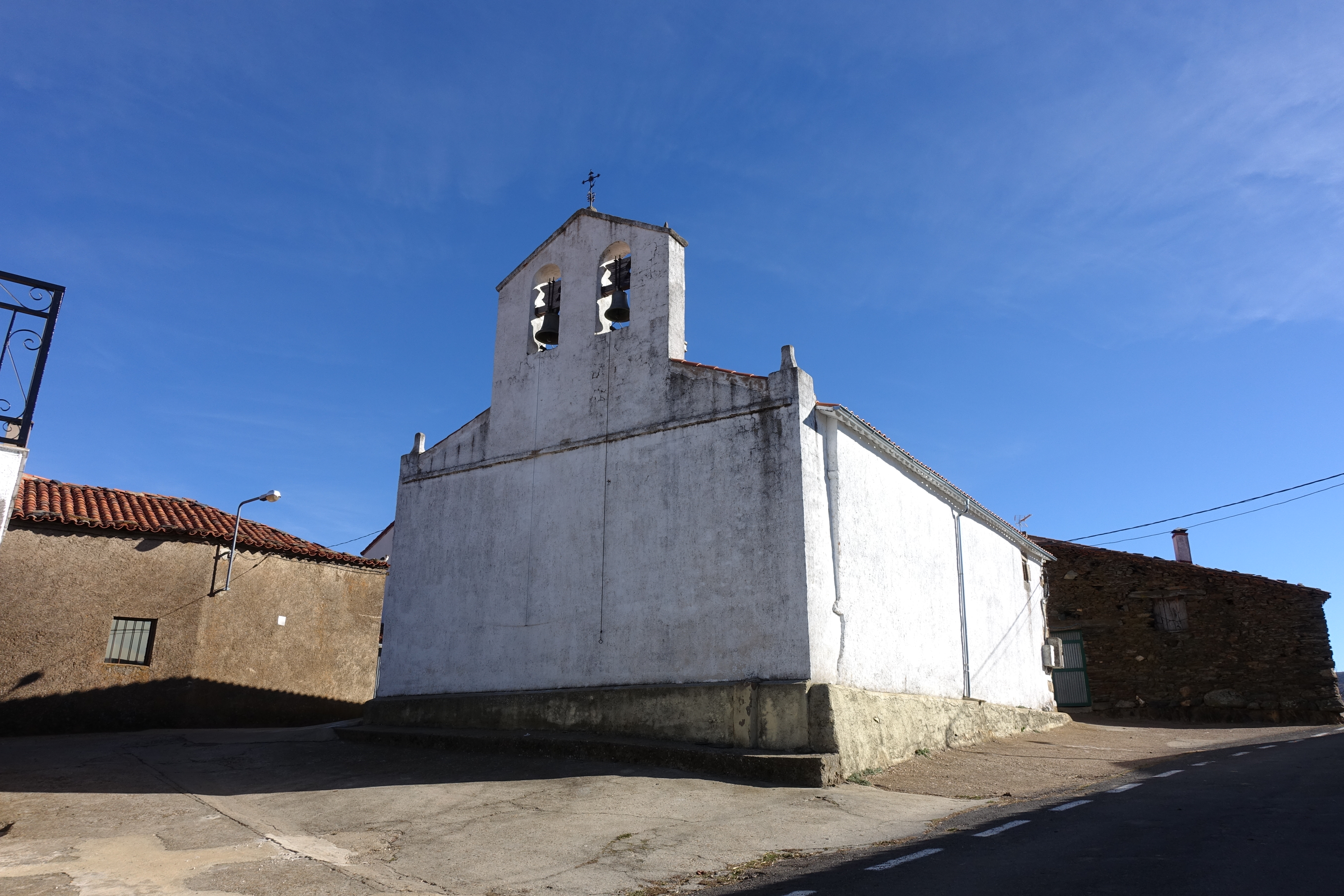
Johannes-der-Täufer-Kirche
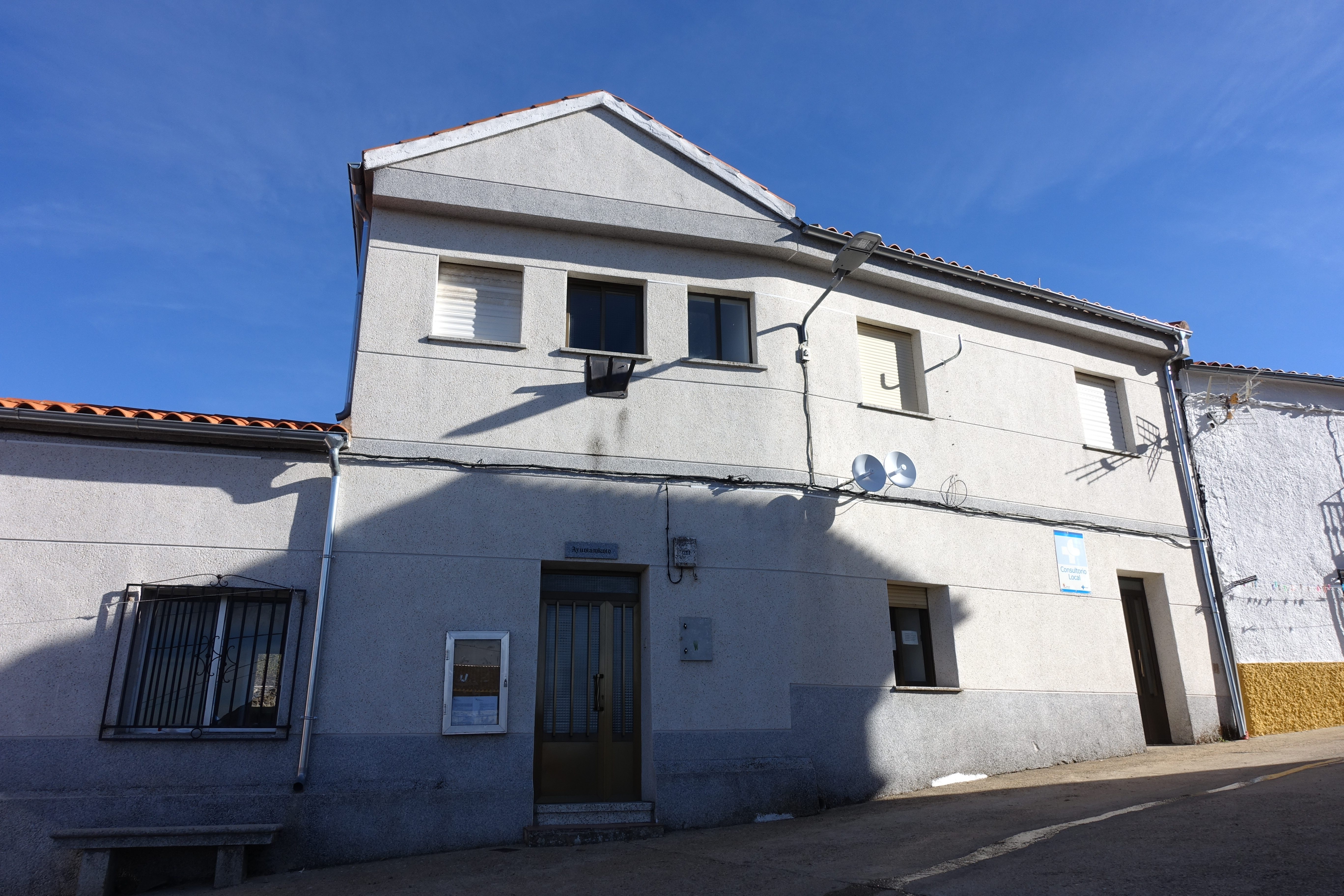
Rathaus

## Persönlichkeiten
- Agustín Sánchez Vidal (* 1948), Kunst- und Filmhistoriker, Schriftsteller